# Btf ANNEX
btf ANNEX（ビーティーエフアネックス）は、東京都中央区新富にあるアートショップ、ギャラリースペースである。

## 概要
広告の企画制作会社バタフライ・ストローク・株式會社が2011年12月にショップ、ギャラリースペースとしてオープン。2009年に東京都中央区勝どきにオープンした@btfの「女の子版」という位置付けで子どもと「子ども心を持った大人」をターゲットに据え、女性作家によるキッズアイテムを中心に展示販売している。また主に女性、家族、子供向けの展覧会、イベントを定期的に開催している。

## 展覧会・イベント

### 2013年
- btf ANNEX christmas
- kitutuki 2014 s/s 受注展示会
- イーラーショシュとカロタセグのきらめく伝統刺繍
- 赤い翼　川上和歌子
- Dia de Muertos 2013
- handmade woks 2013
- Kitutuki 2013 A / W 受注展示会
- みんなでおひなさま2013
- 『人生、ブラボー！』試写会

### 2012年
- ohana project × child at heart! クリスマス企画 気仙沼に贈るohanaシュシュを作ろう！
- 『月世界旅行』上映会 ＆ お月様のケーキ作り at btf ANNEX
- Dia de Muertos en btf ANNEX
- kitutuki 受注受付会
- handmade works
- 三鷹天明反転住宅・親子体験ツアー＆FUADO`S HARVESTのエキストラ・バージン・オイルでマッサージオイルづくり
- ベイビーズ - いのちのちから -親子試写会
- OHINASAMA みんなでおひなさま
- 読み聞かせ・粘土おべんとうづくり「おむすびころころ」

## 所在地
- 〒104-0041 東京都中央区新富1-4-4

## 営業日
- 毎週火曜日、木曜日、土曜日の13時〜19時。